# Přestavek
Přestavek je nepatrná část stavby, která neoprávněně zasahuje na malou část cizího pozemku. S ohledem na takový relativně nevýznamný rozsah zásahu do cizího vlastnického práva se problém přestavku podle § 1087 občanského zákoníku neřeší např. jeho spoluvlastnictvím, jako je tomu u rozhrady, ale tak, že část pozemku pod přestavkem připadne za obvyklou cenu do vlastnictví zřizovatele celé stavby. Pokud však přestavek nevznikl v dobré víře (např. úmyslně v rozporu s projektovou dokumentací), může vlastník pozemku požadovat jeho odstranění. To pak platí i tehdy, pokud bude zásah do vlastnického práva větší než nepatrný.